# Трибиштал
Трибиштал (њем. Triebischtal) општина је у њемачкој савезној држави Саксонија. Једно је од 34 општинска средишта округа Мајсен. Према процјени из 2010. у општини је живјело 4.453 становника. Посједује регионалну шифру (AGS) 14627300.

## Географски и демографски подаци
Трибиштал се налази у савезној држави Саксонија у округу Мајсен. Општина се налази на надморској висини од 320 метара. Површина општине износи 49,9 km². У самом мјесту је, према процјени из 2010. године, живјело 4.453 становника. Просјечна густина становништва износи 89 становника/km².